# Make a Secret
Make a Secret – siedemnasty singel koreańskiej piosenkarki BoA. Singel został wydany 31 sierpnia 2005 roku.
Singel znajduje się na albumie Outgrow.

## Lista utworów
- CD singel, CD maxi-singel (31 sierpnia 2005)[1]

1. „Make A Secret” – 4:56
2. „Long Time No See” – 3:58
3. „Make A Secret” (Instrumental) – 4:56
4. „Long Time No See” (Instrumental) – 3:58

## Notowania na Listach przebojów
| Kraj    | Lista (2005) | Najwyższa pozycja |
| ------- | ------------ | ----------------- |
| Japonia | Top 20       | 3                 |